# Willingale
Willingale è un villaggio e parrocchia civile dell'Inghilterra, appartenente alla contea dell'Essex. Nel 2011 la popolazione censita era di 501 abitanti.